# Hvolsvöllur
Hvolsvöllur är en ort i kommunen Rangárþing eystra i Suðurland i Island, 90 kilometer sydost om Reykjavik. Hvolsvöllur ligger 46 meter över havet och antalet invånare är 929. Den första bebyggelsen uppstod 1930, då konsumentföreningen Kaupfélag Hallgeirseyjar öppnade.
Den högsta punkten i närheten är 656 meter över havet, 12,4 km öster om Hvolsvöllur. Trakten runt Hvolsvöllur är glesbefolkad, med mindre än två invånare per kvadratkilometer. Trakten runt Hvolsvöllur består i huvudsak av gräsmarker.
Öster om Hvolsvöllur ligger den prehistoriska skogen Drumbabót, som förstördes i samband med Katlas utbrott 822 eller 823.
I närheten av  Hvolsvöllur finns ett flygfält. Från Landeyjahöfn söder om orten går en färja till Västmannaöarna.

## Bildgalleri

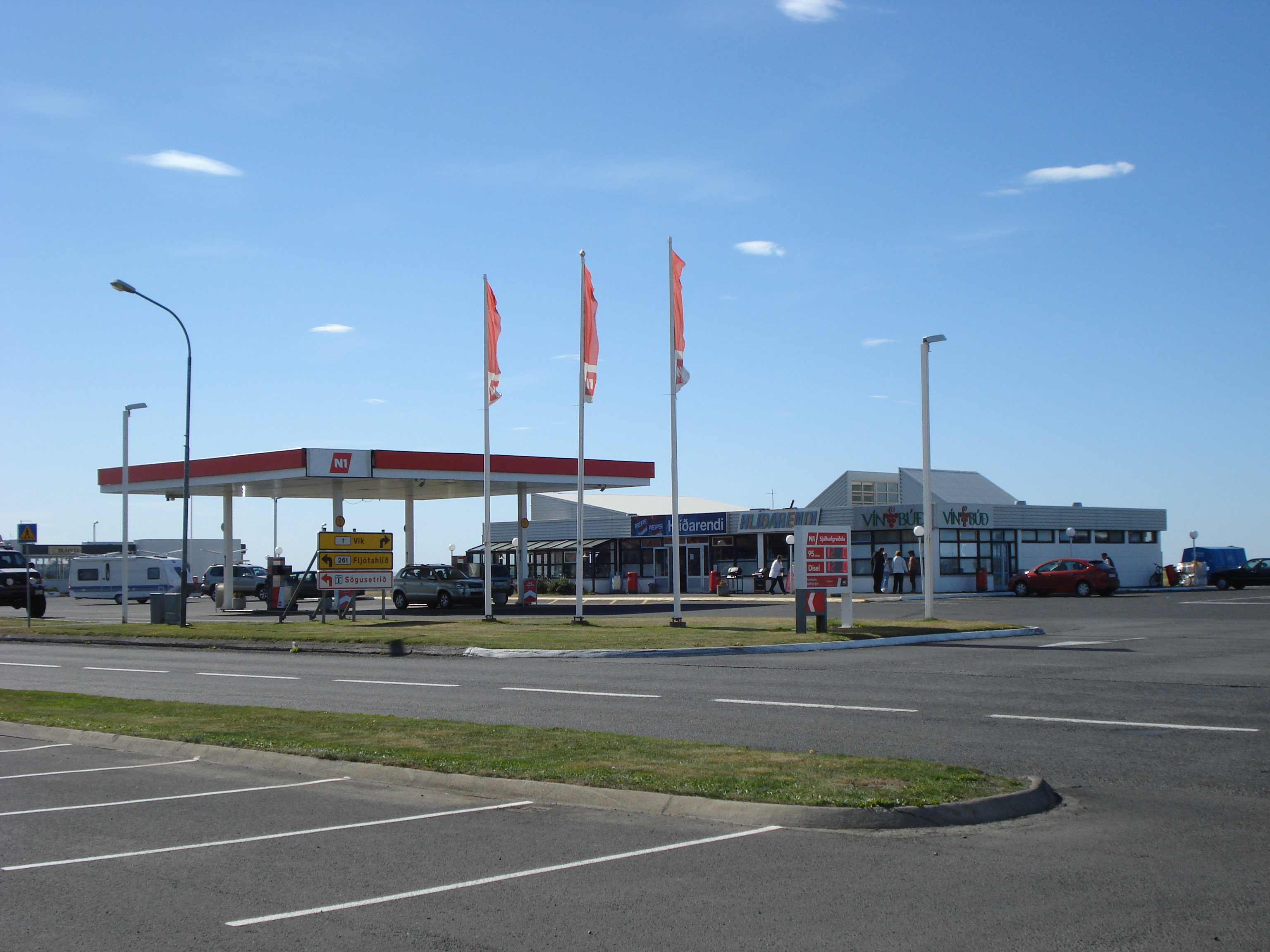
Bensinstationen i Hvolsvöllur
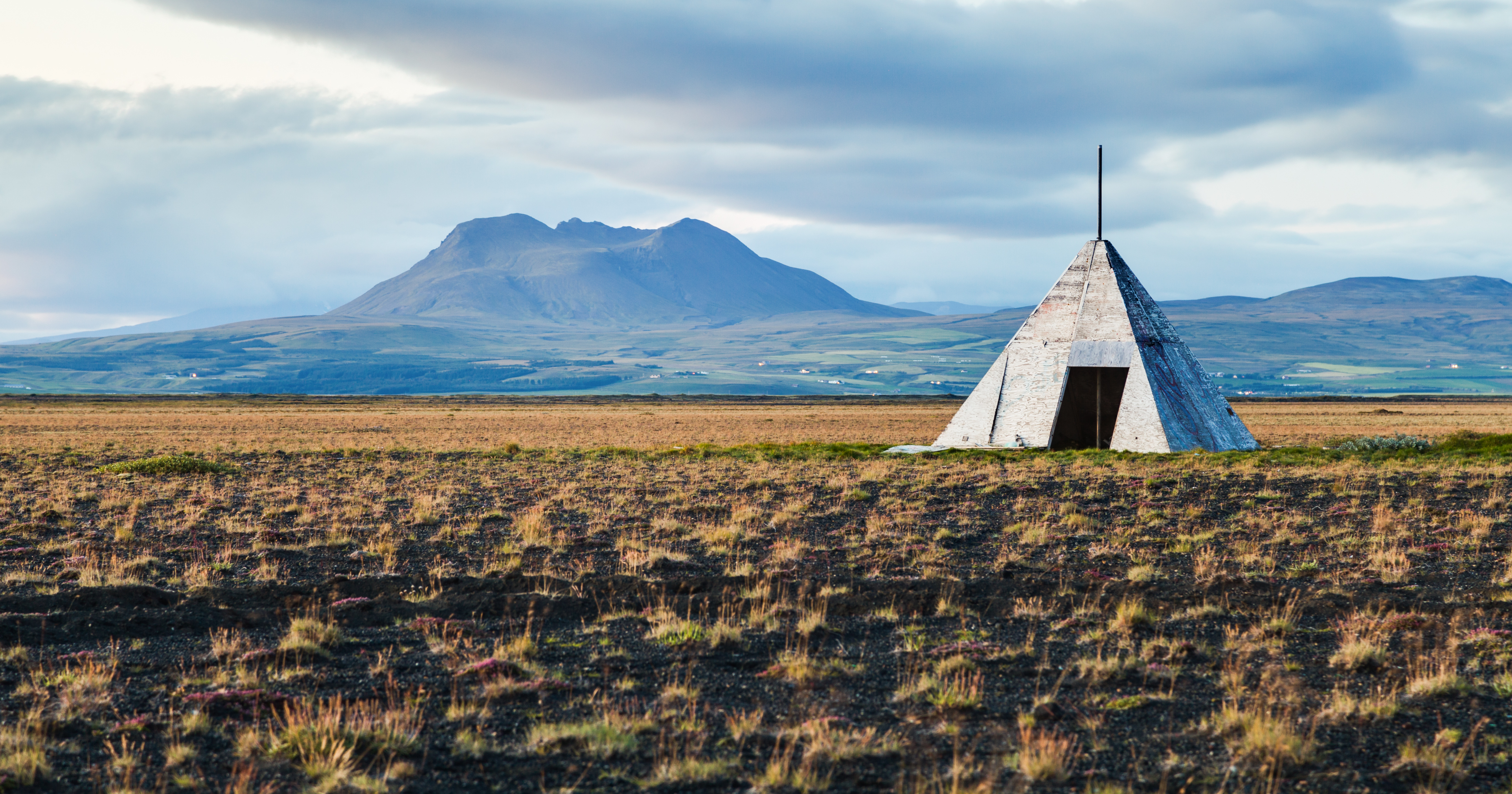
Flygplats i närheten av Hvolsvöllur